# Gisela (Schiff, 1977)
Die Gisela ist ein Fahrgastschiff auf der Donau und wird als Tagesausflugsschiff für Rundfahrten um Passau eingesetzt. Das Schiff wird von der Donauschifffahrt Wurm & Noé betrieben.

## Geschichte
Das Schiff wurde 1977 auf der Schiffswerft Theodor Hitzler in Regensburg an der Donau gebaut. Es ist nach der Äbtissin Gisela benannt. Bis 2017 wurde die Gisela abwechselnd mit der Sissi für Rundfahrten auf Donau und Inn rund um Passau eingesetzt. Danach wurde es durch die Sunliner ersetzt. Das Schiff steht weiterhin für Charterfahrten zur Verfügung.

## Das Schiff
Das Schiff hat eine Gesamtlänge von 53,60 Metern und eine Breite von 8,10 Metern. Die Fixpunkthöhe des Schiffes beträgt etwa 5,20 Meter. Es verfügt über Sitzplätze für 293 Passagiere, davon 141 auf dem Eingangs- und 152 auf dem Mitteldeck, sowie 250 Plätze auf dem Sonnendeck.